# Coelioxys rufopicta
Coelioxys rufopicta är en biart som beskrevs av Smith 1854. Coelioxys rufopicta ingår i släktet kägelbin, och familjen buksamlarbin. Inga underarter finns listade i Catalogue of Life.